# Europastraße 64
Die Europastraße 64 (kurz: E 64) ist eine Europastraße, die allein durch Italien führt. Sie beginnt als Abzweig von der Europastraße 70 und führt in west-östlicher Richtung von Turin aus über Novara, Mailand und Bergamo nach Brescia. In Mailand werden die E 62 und E 35 gekreuzt. Bei Brescia führt die E 64 wieder auf die Europastraße 70.
Die Europastraße durchquert die Regionen Piemont und Lombardei. Sie teilt die Strecke mit der Autostrada A4 und ist weitgehend mautpflichtig.